# Curtis Perry
Curtis R. Perry (Washington, 13 settembre 1948) è un ex cestista statunitense, professionista nella NBA.
È il padre di Byron Houston.

## Carriera
Venne selezionato dai San Diego Rockets al terzo giro del Draft NBA 1970 (35ª scelta assoluta).

## Statistiche

### NBA

#### Regular season
| Anno      | Squadra           | PG  | PT | MP   | TC%  | 3P% | TL%  | RP   | AP  | PRP | SP  | PP   |
| --------- | ----------------- | --- | -- | ---- | ---- | --- | ---- | ---- | --- | --- | --- | ---- |
| 1970-1971 | San Diego Rockets | 18  | -  | 5,6  | 43,8 | -   | 55,0 | 1,7  | 0,3 | -   | -   | 2,9  |
| 1971-1972 | Houston Rockets   | 25  | -  | 14,2 | 33,0 | -   | 50,0 | 4,9  | 0,9 | -   | -   | 3,5  |
| 1971-1972 | Milwaukee Bucks   | 50  | -  | 29,4 | 38,5 | -   | 67,4 | 9,4  | 1,6 | -   | -   | 7,0  |
| 1972-1973 | Milwaukee Bucks   | 67  | -  | 31,3 | 46,1 | -   | 65,9 | 9,6  | 1,8 | -   | -   | 9,1  |
| 1973-1974 | Milwaukee Bucks   | 81  | -  | 29,5 | 44,6 | -   | 58,2 | 8,7  | 2,3 | 1,3 | 1,2 | 9,0  |
| 1974-1975 | Phoenix Suns      | 79  | -  | 34,0 | 47,7 | -   | 71,9 | 11,9 | 2,4 | 1,4 | 1,0 | 13,4 |
| 1975-1976 | Phoenix Suns      | 71  | -  | 33,1 | 49,7 | -   | 73,2 | 9,6  | 2,6 | 1,2 | 0,9 | 13,3 |
| 1976-1977 | Phoenix Suns      | 44  | -  | 31,6 | 43,2 | -   | 78,9 | 9,0  | 1,8 | 1,1 | 0,6 | 10,7 |
| 1977-1978 | Phoenix Suns      | 45  | -  | 18,2 | 45,3 | -   | 78,5 | 5,6  | 1,1 | 0,8 | 0,5 | 6,0  |
| Carriera  | Carriera          | 480 | -  | 28,5 | 45,5 | -   | 69,9 | 8,8  | 1,9 | 1,2 | 0,9 | 9,5  |

#### Play-off
| Anno     | Squadra         | PG | PT | MP   | TC%  | 3P% | TL%  | RP   | AP  | PRP | SP  | PP   |
| -------- | --------------- | -- | -- | ---- | ---- | --- | ---- | ---- | --- | --- | --- | ---- |
| 1972     | Milwaukee Bucks | 11 | -  | 36,1 | 47,3 | -   | 78,3 | 12,8 | 1,3 | -   | -   | 9,5  |
| 1973     | Milwaukee Bucks | 6  | -  | 39,7 | 48,1 | -   | 50,0 | 11,5 | 2,2 | -   | -   | 8,8  |
| 1974     | Milwaukee Bucks | 16 | -  | 18,5 | 50,0 | -   | 58,3 | 5,1  | 0,8 | 0,6 | 0,1 | 6,2  |
| 1976     | Phoenix Suns    | 19 | -  | 32,4 | 45,4 | -   | 64,7 | 7,7  | 1,9 | 0,6 | 0,9 | 12,7 |
| Carriera | Carriera        | 52 | -  | 29,7 | 47,0 | -   | 66,1 | 8,4  | 1,4 | 0,6 | 0,5 | 9,6  |